# Sphagnum calymmatophyllum
Sphagnum calymmatophyllum är en bladmossart som beskrevs av Warnstorf och Jules Cardot 1907. Sphagnum calymmatophyllum ingår i släktet vitmossor, och familjen Sphagnaceae. Inga underarter finns listade i Catalogue of Life.